# Bradysia siegeli
Bradysia siegeli är en tvåvingeart som först beskrevs av Lane 1959.  Bradysia siegeli ingår i släktet Bradysia och familjen sorgmyggor. Inga underarter finns listade i Catalogue of Life.